# Chuck Nevitt
Charles Goodrich Nevitt, detto Chuck (Cortez, 13 giugno 1959), è un ex cestista statunitense, professionista nella NBA.
È considerato uno dei cestisti più alti di sempre ad aver giocato nella NBA.

## Carriera
È stato selezionato dagli Houston Rockets al terzo giro del Draft NBA 1982 (63ª scelta assoluta).

## Palmarès
- Campionato NBA: 1

Los Angeles Lakers: 1985
- USBL All-Defensive Team (1991)
- Miglior stoppatore USBL (1991)